# Пановцы (Тернопольская область)
Пановцы (укр. Панівці) — село в Мельнице-Подольской поселковой общине Чортковского района Тернопольской области Украины.
До 2020 года входило в Борщёвский район.
Код КОАТУУ — 6120885901. Население по переписи 2016 года составляло 1168 человека.

## Географическое положение
Село Пановцы находится между реками Збруч и Дзвина (2-3 км),
на расстоянии в 2 км от села Завалье.

## История
- 1447 год — первое упоминание о селе.

## Объекты социальной сферы
- Школа I—II ст.
- Клуб.
- Фельдшерско-акушерский пункт.

## Достопримечательности
- Братская могила советских воинов.